# Dasyscopa axeli
Dasyscopa axeli là một loài bướm đêm trong họ Crambidae.